# Вељо (језеро)
Вељо (рус. Вельё) моренско је језеро на северозападу европског дела Руске Федерације. Налази се на територији Валдајског и Демјанског рејона на југоистоку Новгородске области, географски припада Валдајском побрђу и део је територије Валдајског националног парка.
Језеро је јако издужено у меридијанском правцу, са максималном дужином од 25 километара. Површина језерске акваторије је 35 км², а укупна површина сливног подручја 292 км². Површина језера лежи на надморској висини од 212 метара. Просечна дубина је око 10 метара, максимална до 42 метра.
Обале су јако разуђене и углавном су пешчане, местимично прекривене глином (баш као и дно). На језеру се налази укупно 200 острва различитих димензија. Под ледом је од краја новембра (почетка децембра) до краја априла и почетка маја.
Како на његовим обалама готово да нема насељених места нити индустријске и пољопривредне активности, вода у језеру се одликује високим квалитетом и погодна је за пиће без икакве обраде.
Кроз језеро протиче река Јавоњ, а на месту њене отоке подигнута је мања брана којом је регулисан стабилан ниво воде у језеру. Преко мањег канала који се налази у источном делу језера повезано је са реком Либјом (дужине 19 километара) и језером Шлино и реком Шлина и самим тим је део Вишњеволочког хидросистема.